# Parasynegia infixaria
Parasynegia infixaria là một loài bướm đêm trong họ Geometridae.